# Дубровицкий, Игорь Васильевич
Игорь Васильевич Дуброви́цкий (23 сентября 1925 — 2 марта 2010) — русский советский радиожурналист и писатель-публицист.   Автор книг для детей и юношества (главным образом научно-популярных и публицистических).

Игорь Дубровицкий с полным составом совета «Ровесников» совершает ежегодный выезд в Таманскую дивизию на 23 февраля.

## Биография
Участник Великой Отечественной войны, на фронт ушёл добровольцем. Рядовой-связист, был ранен осколком, после госпиталя служил в танковом полку мастером по ремонту средств связи. День Победы встретил в Восточной Пруссии. После окончания войны ещё пять лет служил по военной специальности в бронетанковой академии.
Писал стихи.
Награждён медалью «За боевые заслуги» (1947), орденом Отечественной войны 1 степени (1985)
После демобилизации в 1950 году устроился работать на радио, в редакции детского вещания, в программе «Пионерская зорька».
С 1963 года и до ухода на пенсию в 1986 году вёл программу «Ровесники». Был заместителем главного редактора детской редакции.
Похоронен на Бабушкинском кладбище.

## Личная жизнь
Жена — Людмила Константиновна (в девичестве — Дурова, родная сестра Льва Дурова)
Сын — Кирилл (1964 г.р.), актёр
Сын — Андрей (1958 г.р.), переводчик